# Родезийский лёгкий пехотный полк
1-й батальон Родезийского лёгкого пехотного полка (англ. 1st Battalion, Rhodesian Light Infantry (1RLI)), обычно именуемый как Родезийский лёгкий пехотный полк (Rhodesian Light Infantry (RLI)) — полк Родезийских сил безопасности, сформированный в 1961 году в казармах Брейди (Булавайо, Южная Родезия) как подразделение лёгкой пехоты в составе армии Федерации Родезии и Ньясаленда. Всего через год после своего создания она была переведена в казармы Крэнборна (Солсбери), где её штаб-квартира оставалась до конца её существования. Полк стал частью армии Южной Родезии, когда Федерация распалась в начале 1964 года, а позже в том же году был преобразован в батальон коммандос.
После одностороннего провозглашения независимости Родезии 11 ноября 1965 года RLI стал одним из главных подразделений страны по борьбе с повстанцами во время войны в родезийском буше, которая столкнула полностью белые (позже контролируемые белыми) правительственные силы безопасности с конкурирующими партизанскими войсками Африканской национально-освободительной армии Зимбабве (ZANLA) и Народно-революционной армии Зимбабве (ZIPRA).
Как полностью белый полк, RLI состоял полностью из профессиональных солдат до 1973 года, когда впервые были введены способные национальные военнослужащие, призванные по призыву. Иностранные добровольцы со всего мира, в том числе многие ветераны иностранных конфликтов, также присоединились к полку и стали его ключевой частью. RLI получил прозвища «святые» (Saints) или «невероятные» (Incredibles). Источники, дружественные полку, утверждали, что он добился успеха как в внутренних операциях «файрфорс» (Fireforce) в Родезии, так и в нанесении внешних упреждающих ударов по партизанам, базирующимся в Мозамбике и Замбии. Сторонники родезийского правительства считали, что это законная борьба с повстанцами.
Воздушно-десантные аспекты типичных операций RLI были настолько заметны, что в 1976 году батальон стал парашютно-десантным полком. RLI служил при недолговечном правительстве Зимбабве-Родезии в 1979 году и последующем временном правительстве Великобритании. После непродолжительной службы при новом правительстве Зимбабве подразделение было расформировано в октябре 1980 года.
Правила тактики и подготовки способствовали неоднократным успехам в его операциях по борьбе с повстанцами. «Преимущество, которое это дало им… — говорит подполковник Армии США Дэйв Гроссман, — …в сумме составило не что иное, как полное тактическое превосходство». Александр Бинда пишет, что RLI «…заработала себе завидную репутацию одной из передовых антитеррористических сил в мире», в то время как майор Чарльз Д. Мелсон, главный историк Корпуса морской пехоты США, называет его «Машиной для убийства».

## Организация

### Коммандос
Полк был собран в штаб и четыре подразделения размером с роту, называемые «коммандо» (commando) (в ед. ч., в мн.ч. — «коммандос»): One, Two, Three и Support (каждый коммандо численностью ±100 человек). В качестве допущения в коммандо могло быть пять взводов (troop), из которых обычно активировались только четыре взвода. Однако с прибытием 150 человек (в мае 1976 года) коммандос в первый и единственный раз были в полном составе. Некоторые из коммандос набрали пять взводов до конца 1976 года; с демобилизацией студентов университета в конце 1976 года коммандос вернулись к четырём взводам (в двух коммандос 9 взводов были распущены). Взвода в каждом коммандо уходили на отдых и восстановление (на сленге R&R) последовательно по одному, что означало, что средняя боевая численность коммандос в полевом режиме буша составляла чуть более 70 человек. В зависимости от дислокации и/или цели взвода были разделены на небольшой штаб и либо два «патруля» (patrol), либо три секции. Коммандо поддержки имело историю, отличную от всех других подразделений, и называлось Группой поддержки в эпоху до 1976 года.

### Базовая группа
Штаб батальона — передний и тыловой — был назван Базовой группой после того, как группа поддержки отделилась от первоначальной штабной роты. Базовая группа оказывала материально-техническую, оперативную и тактическую поддержку на фронте через специализированные подразделения и организовывала административную поддержку (полковая полицейская деятельность, обучение, хранение запасов, ведение документации и бухгалтерский учёт, грузоперевозки, общественное питание, уход за больными и т. д.) в тылу. Значительная часть административной поддержки выполнялась подразделениями различных военных служб (Корпуса обслуживания, Медицинского корпуса и т. д.), дислоцированными в казармах Крэнборна.

### Взвод связи и взвод следопытов
Взвод связи и взвод следопытов (Tracking Troop) были специализированными подразделениями, которые объединялись в группу поддержки или базовую группу и работали со всеми коммандос. Высокий процент связистов служил в одном или нескольких коммандос, прежде чем был отобран и обучен (собственными силами) в качестве связистов; они сосредоточились на передовой связи в поддержку специальных и воздушно-десантных операций. Другие прошли подготовку в Корпусе связи и оказывали батальону основные услуги (обмен секретной информацией и т. д.). На ранних стадиях планирования предлагаемых изменений в Группе поддержки было признано, что Базовая группа более подходит в качестве подразделения обеспечения связи. Подразделение штаба войск было переподчинено в Объединённое оперативное командование RLI (Joint Operations Command (JOC)), и к каждому из коммандос была прикреплена группа операторов-специалистов, прошедших надлежащую перекрестную подготовку в качестве опытных стрелков для выполнения боевых задач. Таким образом, отряд был разбросан, но всё ещё функционировал как жизненно важный орган, который соединял все подразделения.
Взвод следопытов также был усердным и действовал вне базовой группы таким же образом, как и отряд связи; несколько специалистов-следопытов будут прикреплены к коммандос по мере необходимости для высадки на след для последующей работы. Новый полк Скаутов Селуса запросил несколько специалистов-следопытов для боевого подразделения следопытов, поэтому взвод следопытов был расформирован, и для всех заинтересованных лиц был найдено отдельное пристанище — в первую очередь в Скаутах Селуса и RLI, но также и в SAS (Родезийская особая воздушная служба (Rhodesian SAS)). Большинство были переведены в Группу поддержки, где они в конечном итоге стали известны как Разведывательный взвод (Reconnaissance Troop) после того, как было осуществлено изменение названия на коммандос.

### Коммандос/группа поддержки
Коммандос поддержки изначально называлась Группой поддержки и прибыла из первоначальной штабной роты; следовательно, у них были некоторые дополнительные навыки и ресурсы.
У коммандос поддержки был штаб и четыре хорошо обученных взвода: миномётный, штурмовой, противотанковый и разведывательный, так что каждый коммандос был одинакового размера (4 взвода в каждом). Взвода не были переименованы, потому что они сохранили свою способность обеспечивать батальон огневой поддержкой и специализированными ресурсами как в обычных боевых действиях, так и в операциях по борьбе с повстанцами. Во время большинства операций по борьбе с повстанцами группа поддержки выполняла ту же роль, что и все остальные коммандос, чего было достаточно, чтобы оправдать изменение названия группы поддержки.
Минометный взвод был оснащен 81-мм миномётами и состоял из штабного отделения и трех целевых отделений (по два миномёта на отделение). Штурмовой пионерский отряд обеспечил батальон боевыми инженерными возможностями через штабную секцию и три целевые секции. Противотанковый взвод был оснащен шестью 106-мм безоткатными орудиями, а также состоял из штабной секции и трех целевых секций (по два противотанковых орудия на секцию, каждое из которых установлено на модифицированном Rodef 2.5). Остатки отряда следопытов с дополнительными ресурсами для разведки составили основу четвертого отряда: разведывательного взвода.

## История
Родезийский лёгкий пехотный полк был сформирован в составе армии Федерации Родезии и Ньясаленда в казармах Брейди, Булавайо, 1 февраля 1961 года и состоял только из белых новобранцев. Ядро батальона было сформировано из недолговечного учебного подразделения Number One Training Unit, которое было создано для обеспечения личным составом батальона белой пехоты, а также эскадрона С (Родезийский) SAS и Скаутов Селуса, федерального бронеавтомобильного корпуса (Federal Armoured Car Corps). Большинство первых новобранцев RLI были из Южной Африки, остальные преимущественно из Южной Родезии и Великобритании: «Мы были разнообразной, грубой и красочной кучей хулиганов», — вспоминал Пол Уэллберн, участник первого набора из Булавайо. Для обучения нового полка из британской армии были откомандированы инструкторы, многие из которых были из гвардейцев Колдстримского гвардейского полка и Королевского хайлендского фузилёрного полка (Royal Highland Fusiliers). Разделённый на четыре роты: A, B, C и D, полк в течение первых нескольких месяцев страдал от хронического дезертирства. Число солдат, отсутствовавших без отпуска, достигло пика в апреле 1961 года, когда 29 человек дезертировали, чтобы сражаться в качестве наемников в сепаратистском штате Катанга Моиза Чомбе, соблазнившись солидными финансовыми стимулами, предлагаемыми катангийскими агентами, базирующимися в отеле Булавайо.
Родезийский лёгкий пехотный полк (RLI) размещал гарнизоны в отдельных районах страны; 1-й коммандос и штаб батальона находились в Карибе, напротив позиций, занятых Силами обороны Замбии на границе. 2-й коммандос находился в Чирунду, другом городе на границе с Замбией, а 3-й коммандос был распределён между двумя авиабазами ВВС Родезии: авиабазой Нью-Сарум (ныне Маньяме) в Солсбери и авиабазой Торнхилл (ныне Торнхилл-Гверу) в Гвело. Батальон получил свои королевские и полковые цвета, утвержденные двумя годами ранее, от губернатора колонии сэра Хамфри Гиббса 19 июня 1965 года. Тем временем переговоры между Смитом и британским лейбористским правительством Гарольда Вильсона неоднократно срывались в течение года, что привело к тому, что правительство Родезии издало одностороннюю декларацию независимости 11 ноября 1965 года. Большинство сотрудников RLI поддержали Смита, Родезийский фронт (RF) и декларацию независимости, и поэтому восприняли этот шаг как повод для празднования.

### Операции «Пагода» и «Йодль»
Операция «Йодль», которую ветеран RLI и мемуарист Александр Бинда называет «первым настоящим контактом» RLI, началась, когда 13 сентября 1966 года две группы ZANLA общей численностью 15 человек вошли в Родезию близ Чирунду. Они намеревались действовать в районе Синойи и Карои, но 17 сентября одна из банд допустила серьёзную ошибку, когда ранним вечером остановила гражданский фургон примерно в 18 километрах (11 миль) к югу от Чирунду. Партизаны безуспешно требовали, чтобы их подвезли до Синойи, затем убили водителя и при этом разбили автомобиль. Капитан Р. Э. Х. «Дик» Локли (R. E. H. «Dick» Lockley), исполняющий обязанности командира 1-го коммандос, отправил две группы: лейтенанту Гарту Барретту было поручено устроить засаду на мосту Ньякасанга, примерно на полпути между Чирунду и Макути, в то время как лейтенант Тревор Десфонтейн вывел шесть солдат патрулировать дорогу между двумя городами с 22-дневным рационом. Отряд Барретта захватил группу из семи человек, которые убили водителя фургона, в то время как люди Десфонтейна связались с остальными восемью в 02:45 25 сентября, примерно в 5 километрах (3 мили) от моста Ньякасанга. Темнота была такой, что две группы подошли на расстояние 20 ярдов (18 м), прежде чем заметили друг друга. После того, что Десфонтейн назвал «довольно жестокой перестрелкой», партизаны бежали, оставив два трупа — один из которых принадлежал их командиру — и оружие, почти все коммунистического происхождения: две полуавтоматические винтовки СКС, штурмовую винтовку АК-47 и пистолеты ТТ, а также импровизированную «бамбуковую базуку» и шесть пачек. Один из людей Десфонтейна был ранен, получив попадание в руку от огня из АК-47 лидера партизан. Повстанец был найден живым на следующее утро другим патрулем, оставленным умирать с пулей во рту. Остальные пятеро были схвачены в чёрном городке Карибы специальным подразделением полиции вскоре после этого.

### Операция «Никель»
Во второй половине 1966 года и в начале 1967 года RLI продолжал расти в силе; в начале этого года он впервые начал экспериментировать с парашютами, позаимствовав для этого оборудование у SAS. Уоллс был заменён на посту командира 18 июня 1967 года подполковником Джеком Кейном, ранее служившим в британском Колдстримском гвардейском полку. Следующее партизанское вторжение произошло 1 августа 1967 года, когда объединённые силы из 79 бойцов ЗИПРА и южноафриканской Умконто ве сизве пересекли реку Замбези примерно в 20 километрах (12 милях) к востоку от водопада Виктория. Потеряв по дороге 10 человек, через неделю они расположились в заповеднике Ванки, на крайнем западе страны, недалеко от границы с Ботсваной. Бойцы, в намерения которых входила вербовка местных чёрных родезийцев и последующие нападения на фермы белых и полицейские участки, разделились на две группы. Одна направилась в сторону Тьолотджо, а другая — в Нкай. Один из членов группы, потерявшийся ранее, был захвачен бойцами RAR на дороге между водопадом Виктория и Ванки 3 августа, и от него полиция и силы безопасности узнали о двух группах и их намерениях. Была начата операция «Никель», которую Рон Рид-Дейли назвал «одной из самых значительных операций войны».
Сначала вторжению противостоял Родезийский африканский стрелковый полк (RAR), но после того, как тактическая ошибка в третьем столкновении с партизанами привела к потерям, 25 августа 1967 года к африканским стрелкам присоединился 2-й коммандо RLI. Повстанцам постоянно мешала подозрительность сельских негров Родезии, чьи племенные вожди и старосты часто работали вместе, чтобы сообщить полиции и силам безопасности о присутствии лазутчиков. Этот случай не стал исключением: когда 31 августа рано утром один из повстанцев посетил местный крааль, чтобы получить еду, пожилая женщина пригласила его остаться и держала его там, пока посылала молодую девушку предупредить силы безопасности. 7-й взвод 2-го коммандос прибыл в 07:20 и захватил повстанца, который затем направил 7 взвод под командованием лейтенанта Шарля Вильджоена и взвод бойцов RAR к месту, где расположились лагерем пять его товарищей. Объединённые силы окружили партизан и открыли огонь, убив четверых; пятый сбежал и вернулся в Замбию. На следующий день, 1 сентября, несколько взводов 2-го коммандо, находившихся в засаде, получили от водителя трактора информацию о том, что предыдущей ночью 14 партизан дали ему деньги, чтобы он купил для них миели-мул, и что вечером они заберут их у него в краале. Была запланирована зачистка; тракторист был проинструктирован и вернулся в крааль с мукой, а 2-й коммандо и RAR сформировали вокруг него оцепление. На следующее утро солдаты провели зачистку, но не смогли обнаружить врага, который уже ушел. Повстанцы, которых на самом деле было 17 человек и все они были бойцами южноафриканского Умхонто, перешли границу с Ботсваной и были арестованы там 3 сентября. Из 79 человек, пересекших границу 1 августа, 29 были убиты и 17 захвачены в плен на территории Родезии, 29 были арестованы в Ботсване, где один также погиб, один был арестован в Дурбане и один сбежал обратно в Замбию. Один остался неучтенным. Операция «Никель» была официально закрыта в 06:00 8 сентября 1967 года.
1 февраля 1968 года премьер-министр Ян Смит посетил ежегодный полковой воскресник RLI, посвященный основанию батальона семью годами ранее. Смит встал и предложил тост за полк и здоровье «невероятной родезийской лёгкой пехоты». Этот тост широко освещался в родезийской прессе и имел такой резонанс, что «невероятные» стали вторым прозвищем RLI наряду со «святыми». Капитан Ф. Саттон, который тремя годами ранее сочинил медленный марш батальона «Родезийская лёгкая пехота», переименовал марш в «Невероятные».

### Операция «Ацтек»
Перед лицом активизации подполья, в котором внутри страны действовало около 2500 человек, Родезийские силы безопасности в марте 1977 года сформировали Объединённый оперативный штаб; он стал известен как COMOPS (Combined Operations Headquarters). Командование было передано генерал-лейтенанту Питеру Уоллсу, который возглавлял RLI с 1964 по 1967 год.
RLI принимала участие в операции «Ацтек» бок о бок с Родезийским полком (RR) и скаутами Селуса. Чтобы ограничить проникновение партизан на юго-восток Родезии.
Операция началась 28 мая 1977 года, в сумерках, когда 72 разведчика Селуса пересекли границу близ Вила-Салазар по лесной тропе, одетые в форму ФРЕЛИМО, на 14 автомобилях образца ФРЕЛИМО и под командованием майора Джона Мёрфи, американского ветерана Вьетнама. Двигаясь медленно из-за темноты, они достигли дороги ведущей в Шикуалакуала, идущей на юг, вскоре после рассвета, как раз вовремя, чтобы увидеть, как бомбардировщики «Канберра» родезийских ВВС (RhAF) пролетели над ними, направляясь нанести авиаудары по Мадуло Пану вскоре после 06:00. Два стика (stick) из двенадцати человек из 2-го Commando Родезийского лёгкого пехотного полка, сидели на борту Dakota, готовые прыгнуть с парашютом в Мадуло Пан (Madulo Pan) с высоты 500 футов (150 м). Сразу после авиаударов по Канберре десантники высадились, чтобы вступить в бой с любыми партизанами ЗАНЛА, которые остались из 150 базировавшихся там. Хотя парашютисты обычно подвергались наземному обстрелу в воздухе, на этот раз его не было; в районе было тихо, когда приземлился 2-й коммандос. Солдаты построились в вытянутую линию зачистки и двинулись к лагерю, который был почти полностью разрушен родезийской бомбардировкой. Ни повстанцы, ни тела найдены не были, но 2 коммандос обнаружили свежие следы, ведущие на восток, прямо к Хорхе-ду-Лимпопо. Родезийцы рассудили, что партизаны, должно быть, поспешно эвакуировались из лагеря, будучи предупреждены в кратчайшие сроки, и отступили в сторону города.
Затем бойцам RLI было приказано расположиться у дороги и ждать летучую колонну Мёрфи, которая почти достигла Хорхе-ду-Лимпопо (Jorge do Limpopo). Летящая колонна была легко замечена 2-м коммандос из-за способа их продвижения; чрезвычайно агрессивные разведчики стреляли в любую позицию, которая потенциально могла быть засадой, когда они двигались, поднимая огромные столбы пыли в воздух через равные промежутки времени. Два родезийских подразделения встретились, объединились и на замаскированных автомобилях направились в сторону Хорхе-ду-Лимпопо. Когда они достигли окраин города, они столкнулись с рассеянным ракетным и миномётным огнём ФРЕЛИМО-ЗАНЛА. Разведчики открыли ответный шквальный огонь, все 14 машин одновременно открыли огонь из своих орудий, в то время как майор Мёрфи вызвал поддержку с воздуха. Имея это в виду, он приказал десантникам RLI быстро продвигаться пешком и подавить зенитные орудия впереди.
24 человека из 2-го коммандос атаковали зенитные позиции, когда самолёты RhAF Hawker пролетели над головой на высоте 100 футов (30 м), обстреливая линии ФРЕЛИМО-ЗАНЛА. Партизаны отступили в хорошо замаскированные окопы, когда родезийцы двинулись вперед. К бойцам RLI теперь присоединилось большинство разведчиков Селуса, которые оставили свои машины за городом. Близлежащие здания были прочесаны в поисках скрытых партизан, в то время как 2-й коммандос разбомбил три бункера, убив девять или десять бойцов ФРЕЛИМО. Когда сопротивление на границе города было уничтожено, разведчики теперь продвигались по нему улица за улицей, очищая его быстро, эффективно и безжалостно. Родезийцы встретились на железнодорожной станции Хорхе-ду-Лимпопо, где собрались транспортные средства летучей колонны. Мёрфи обнаружил, что главная база ЗАНЛА была перенесена в Мапай, деревню со взлётно-посадочной полосой на реке Нуанетси к юго-западу, и отвлёк свои силы, чтобы атаковать её. Он сообщил 2 Commando, что три его подразделения — два из Мадуло Пана и ещё одно — останутся защищать Хорхе-ду-Лимпопо от любой потенциальной контратаки под командованием лейтенанта Майка Рича, в то время как остальная часть Commando поддержит продвижение разведчиков Селуса на Мапай.
Люди, оставшиеся в Хорхе-ду-Лимпопо, решили устроить засаду в роще высоких деревьев к северу от города, поскольку нигде поблизости не было никакого укрытия. Поскольку бо́льшая часть военно-воздушных сил теперь вернулась в Родезию, а оставшиеся вертолёты поддерживали колонну, бойцы RLI чувствовали себя брошенными на открытом месте и несколько нервничали. В то время как солдаты тихо двигались вокруг деревьев, примерно в 50 метрах (160 футов) от дороги, они услышали крики впереди и упали на землю, чтобы их не заметили, вытянувшись лицом к дороге. Мимо прошли от 50 до 60 вооружённых до зубов партизан ЗАНЛА, вооружённых ручными пулемётами РПД, гранатомётами РПГ-7 и аналогичным оружием. Они направлялись атаковать летящую колонну и не заметили людей RLI, прятавшихся у дороги. Рич решил приступить к выполнению плана по организации засады на деревьях и вызвать помощь, рассудив, что нападение сейчас приведёт только к гибели его людей. Однако сразу после сообщения по рации о подразделении ЗАНЛА люди Рича подверглись обстрелу из миномётов и стрелкового оружия — партизаны заметили их. Родезийский командующий запросил подкрепление, но ему сказали, что войска не могут немедленно оказать помощь. Лежа ничком в 360-градусном строю, 2 коммандос защищали свою позицию от боевиков ЗАНЛА, атакующих со всех сторон. В конце первого дня родезийцы убили троих бойцов, а затем оттащили трупы за свои позиции, чтобы не выдать их точного местоположения. Поскольку командиры националистов не знали точно, где находятся бойцы RLI, минометы ZANLA вели огонь, не заботясь о точности. Обстрел продолжался всю ночь, прижимая родезийцев к земле, в то время как коммунисты отбили Хорхе-ду-Лимпопо. На рассвете 30 мая Рич решил оставаться в своем укрытии на деревьях и ждать подкрепления, а не пытаться опрометчиво вырваться на открытую вражескую территорию, что наверняка привело бы к их собственной резне.
Родезийцы отступили дальше в тёмные леса поздно вечером 30 мая в успешной попытке ещё больше запутать партизан относительно их точного положения. Теряя терпение, коммунисты теперь начали стрелять «везде и всюду», по словам младшего капрала Родезийского лёгкого пехотного полка Джимми Свона (Jimmy Swan). Люди из RLI хранили молчание, чтобы не выдать своего местоположения. Коммунисты начали заходить за ними на деревья, и снова и снова родезийцы сдерживали огонь до последней секунды, прежде чем убить их и спрятать их тела. С каждой атакой партизан 2-й коммандос отступал, превращая ситуацию в игру в кошки-мышки. В Мапаи колонна нанесла поражение численно превосходящим и хорошо подготовленным силам ФРЕЛИМО-ЗАНЛА на взлётно-посадочной полосе за пределами города, прежде чем остановиться на ночь. Солдат Си Джей Эдмундс, который был убит во время этой акции, был одним из двух родезийских погибших во время операции «Ацтек». Люди Рича теперь могли вызвать воздушную поддержку, которая прибыла через несколько минут в виде Hawker Hunter говорит Свон. Самолёты осыпали партизан ракетами SNEB и огнём 40-мм пушек, заставив их отступить обратно в Хорхе-ду-Лимпопо. В Мапаи самолёт Дакота был сбит ракетой РПГ-7 во время взлёта в 20:00 30 мая, в результате чего погиб его второй пилот.
На следующее утро, 31 мая, родезийцы в Мапаи взорвали повреждённую «Дакоту», чтобы избежать её обнаружения Организацией Объединённых Наций, которая предупредила Родезию, чтобы её войска не входили в Мозамбик. ВВС Родезии одновременно бомбили позиции ФРЕЛИМО и ЗАНЛА вокруг Мапаи, как раз перед тем, как летающая колонна разведчиков атаковала деревню и захватила её без значительного сопротивления. Были захвачены скрытые тайники с материальной частью, а также несколько машин ZANLA советского производства, которые были отремонтированы и затем использовались для перевозки восстановленного оружия и оборудования. Теперь скаутам Селуса Мёрфи было приказано повернуть на юг и опустошить как можно бо́льшую часть железной дороги на расстоянии 20 километров (12 миль), прежде чем вернуться. Однако Мёрфи проигнорировал это ограничение, уничтожив железнодорожные мосты и станции на юге до Мабалане, примерно в 75 километрах (47 миль) от отеля; в Мабалане его подразделение уничтожило единственный железнодорожный паровой кран в Мозамбике. Тем временем бойцы RLI в котловане близ Хорхе-ду-Лимпопо, несмотря на опасную нехватку продовольствия, снаряжения и оружия, продержались ещё два дня без потерь, убив ещё несколько человек, пытавшихся захватить их позиции. 2 июня 1977 года их сменили остальные бойцы из 2-го коммандос, которые возвращались из Мапая с колонной скаутов Селуса. RLI промчалась по близлежащей дороге на бронированных грузовиках, открывая сильный огонь по любым партизанам, которых они видели, и остановилась рядом с тем местом, где прятались люди с карманами. Когда люди в машинах подали сигнал «всё чисто!», люди Рича, к этому времени истощённые из-за усталости и недостатка питания, побежали к ним из последних сил, и их товарищам пришлось затаскивать их в грузовики.
Впервые объединившись во время операции, 2-й коммандос вернулся в Хорхе-ду-Лимпопо (который скауты отбили) и помогли инженерам заложить взрывчатку по всему городу на всё, что могло пригодиться партизанам. Когда родезийцы готовились к отступлению, Скауты Селуса захватили все транспортные средства, оружие и снаряжение, которые смогли найти, и добавили их к колонне. Сразу после ухода войск заряды, разбросанные по всему Хорхе-ду-Лимпопо, были взорваны, сравняв с землей бо́льшую часть города. К моменту окончания операции «Ацтек» 2 июня 1977 года было убито по меньшей мере 60 человек из ФРЕЛИМО и ЗАНЛА, хотя командир скаутов Селуса подполковник Рон Рид-Дэйли не оценивал успех операции в этих терминах; что он счёл важным, так это серьёзный ущерб. Это было сделано для морального духа ЗАНЛА и инфраструктуры ФРЕЛИМО в регионе, которая была в значительной степени разрушена. Например, ликвидация мозамбикской железной дороги в провинции Газа резко ограничила переброску боевиков ЗАНЛА, оборудования и складов из мозамбикских портов к родезийской границе.

### Бой за высоту 31
Позывной 81А роты «К» Родезийского полка (RR), патрулировавшей трастовые земли северных племён Мутаса в рамках операции «Трашер», заметил группу повстанцев численностью от 30 до 40 человек в 04:45 15 ноября 1976 года к югу от крааля в долине Хонде, примерно в 55 километрах (34 милях) к северу от Умтали и в 10 километрах (6,2 милях) от границы с Мозамбиком. Партизаны шли на юг в одном строю по крутому склону с западной стороны изрезанной, покрытой кустарником копьей (kopje), которая была высокой и изобиловала оврагами и другими естественными препятствиями. Позывной 81A вызвал «файрфорс», и вскоре прибыла 3-я рота СпН (3 Commando) RLI под командованием капитана Криса «Кипа» Дональда на «кей-кар». Бойцы 3 Commando были высажены на западе района, а четверо следопытов Территориальных сил во главе с сержантом Лори Райаном спустились рядом с бойцами RR и пошли по следам повстанцев на юг по пешеходной тропе. Они обнаружили двух повстанцев, лежавших в траве на расстоянии около 2 метров (6 футов 7 дюймов) от тропинки, и застрелили обоих. Продолжая обходить гору, люди Райана столкнулись с основной группой националистов примерно в 05:45. Последовала череда бешеных стычек на очень близком расстоянии, когда стики RLI Дональда пронеслись вокруг и вглубь района. Вооруженный повстанец был обнаружен в укрытии одним из стиков и выбежал оттуда; убегая, он направил свой АК-47 позади себя и произвел серию глухих выстрелов. Один из этих выстрелов попал в десантника Франсиско Дирта да Коста из 11-го взвода 3-го коммандо RLI, 31-летнего уроженца Португалии, который недавно стал добровольцем из-за безработицы в своей стране. Его тело было доставлено в Руду, местную базу Специального отдела, поскольку бой продолжался, быстро переходя в пользу Сил безопасности.
По словам Бинды, 20-мм пушка MG 151/20, установленная на кей-каре, «оказалась чрезвычайно эффективной»: она вела огонь по повстанцам, чтобы отрезать пути отхода, и убила нескольких из них, когда родезийские солдаты наступали со всех сторон. В качестве подкрепления была вызвана рота поддержки Родезийского африканского стрелкового полка (RAR). Все командиры «стиков Дональда» действовали хорошо, особенно активно продвигался вперёд командир Stop 3, десантник Пит Гарнетт. Стрелок RLI Гроблер был легко ранен и эвакуирован в Руду, как и два рядовых RAR, Филип Чагвиза и Чикото Саксон, которые попали под огонь стрелкового оружия с земли, находясь в вертолётах. Повстанцы заняли оборонительную позицию вблизи вершины западного склона горы и вели почти весь свой винтовочный огонь по вертолётам. Был выпущен РПГ, который едва не промахнулся мимо родезийского джи-кара, перевозившего солдат, и взорвался всего в 20 метрах (66 футов) позади неё; другой вертолёт был вынужден приземлиться из-за повреждений, вызванных винтовочным огнем повстанцев. Бойцы RLI и RAR, которые теперь окружили националистов, продолжали наступать в течение дня, и к концу боя в 20:00 31 боевик был убит и один взят в плен; остальные бежали. Силы безопасности захватили 21 автомат АК-47, 11 полуавтоматических винтовок СКС, один ручной пулемёт РПД, одну ракетную установку РПГ-2 (с 21 ракетой), 19 ящиков с боеприпасами и фугас.
Из родезийских подразделений, участвовавших в сражении, самым результативным по количеству убитых был 3-й коммандо RLI. Родезийские солдаты неофициально прозвали высоту «Холм 31» — по количеству убитых партизан. Дональд получил широкое одобрение за проведение операции в Родезии, а сержант Лори Грэм сказал в газете «Геральд Родезия»: «Это была хорошо проведенная капитаном Дональдом операция… временами захватывающая». Кокс соглашается. «Я помню, как я был потрясён тем, как Кип Дональд контролировал ход сражения», — пишет он. «Он управлял парой сотен солдат: RLI, RAR и TF, все они были рассредоточены на нескольких квадратных километрах по всем сторонам горы». В этом бою было убито больше повстанцев, чем в любом другом внутреннем столкновении до этого момента, но после «Холма 31» такие столкновения стали более регулярными: по мере усиления войны и роста масштабов партизанских вылазок силы безопасности регулярно вступали в бой с группами из 50 повстанцев и более на территории Родезии.

### Операция «Динго»
Операция «Динго» в ноябре 1977 года, совместное нападение RLI и SAS на лагеря ЗАНЛА в Мозамбике в Шимойо и Тембуе, ретроспективно описывается П.Дж. Х. Петтер-Бауэром как «поразительный успех». «Операция „Динго“ стоила ЗАНЛЕ более 3000 обученных бойцов и порядка 5000 раненых, многие из которых были слишком серьёзно ранены, чтобы быть полезными в дальнейшем», — пишет он. «Другие потеряли всякий интерес к боевым действиям и дезертировали». С родезийской стороны шесть человек были ранены и двое убиты.

## Тактика
Характерной тактикой RLI была операция быстрого реагирования «файрфорс» (Fireforce), впервые созданная на горе Дарвин, а затем опробованная в Сентенари в июне 1974 года. Это было оперативной атакой, состоящей из первой волны из 32 солдат (как правило), доставленных на место тремя вертолётами и одним DC-3 «Дакота», называемая «Дак», с командно-артиллерийским вертолётом и лёгким штурмовиком поддержки. Последним был «Сессна Скаймастер», вооруженный двумя установленными на крыше пулемётами Браунинга калибра .303 и, как правило, двумя 37-мм ракетными блоками SNEB и/или двумя небольшими напалмовыми бомбами, называемыми «Франтанс» (Frantans), и/или двумя mini-Golf бомбами, которые производились в Родезии. RLI стал чрезвычайно искусным в выполнении этого очень техничного типа военной операции.
Коммандос базировался на аэродроме, обычно с четырьмя вертолётами, одним транспортным самолётом DC-3 Dakota или Cessna (известным как «Рысь»). Один из этих вертолётов был оснащен 20-мм пушкой MG 151/20 и местом для сидения руководителя боя, обычно офицера, командующего десантом. Этот вертолёт назывался K-car с экипажем из трех человек, состоящим из пилота, техника (наводчика) и командира огневой группы. Другие вертолёты, использовавшиеся в каждом вызове, известные как G-cars, обычно были Alouette Mk IIIS, хотя в 1979 году использовалось несколько Bell UH-1.
«Джи-кар» (G-car) были вооружены полностью автоматическим оружием (оригинальный FN MAG был заменён двумя пулемётами Browning .303), и на каждом из них было по одной группе именуемой Stop: командир, пулемётчик и два стрелка — вместе с пилотом и его техником, которые также управляли вертолётными пулемётами. Грузоподъёмность G-car диктовала боевую организацию коммандос: Stop-1 был назначен на первый G-car, Stop-2 — на второй, а Stop-3 — на третий. От Stop-4 до Stop-8 были десантниками в Дакоте.
Более подробно, каждая Stop из 4 солдат (называемая «стик» (Stick) — «палка») имела: одного командира с FN FAL и 100 патронами (также УКВ-радио для связи); одного пулемётчика с FN MAG и 400 патронами; и двух стрелков, каждый с FN FAL и 100 патронов (плюс ручные гранаты, винтовочные гранаты и медикаменты). Все патроны были калибра 7,62 × 51 мм НАТО. С начала 1979 года одному из стрелков также выдавалась рация. «Дакота» несла пять stop'ов десантников, две по левому борту и три по правому. Помимо парашютов, снаряжение десантников было идентично снаряжению вертолётчиков; но у десантников были и другие проблемы, связанные с прыжками. Каждый пулемётчик должен был прыгать с оружием, пристёгнутым к боку.
Вместе восемь групп, в общей сложности 32 человека, были описаны как «первая волна». Каждый такой отряд из 32 человек контролировал огромные территории страны (многие тысячи квадратных миль). По сути, существовало только три постоянные базы подобных отрядов. О любом обнаружении врага сообщалось, и на самой удобной базе звучала сирена. Первая волна вертолётчиков, уже находящихся в состоянии боевой готовности, хватала свое оружие (и все остальное, что им было нужно), устремляясь к вертолётам. В то же время десантники бежали в назначенное место, где их снаряжение хранилось наготове, а диспетчеры (обычно им помогали свободные от дежурства товарищи) помогали им экипироваться.
Обычно вторая волна, называемая «сухопутным хвостом», спешила к грузовикам, хотя, если место схватки было поблизости, они ждали на аэродроме, чтобы их подобрали вертолёты после развёртывания первой волны. Солдаты чередовались как вертолётчики, десантники, сухопутные войска и свободные от службы на протяжении всего путешествия по бушу. Наземный транспорт часто был важным фактором, поскольку они помогали с дозаправкой вертолётов и возвращением погибшего врага (и их оружия), парашютов и другого снаряжения.
Иногда меньшая третья волна должна была готовиться, если позволяла численность; но довольно часто стрельбой занималась только первая волна. В целом, большинство солдат предпочли быть в первой волне вертолётного десанта, и, хотя количество прыжков с парашютом было поистине замечательным, большинство солдат были доставлены в бой на вертолёте.
Наиболее важными факторами, помимо реакции противника и рельефа местности, в операции были надёжность разведданных и мастерство оперативного командира. Большинство успешных боев были проведены благодаря навыкам скаутов Селуса (многие из которых были бывшими врагами); они имели возможность устанавливать наблюдательные посты в зарослях, оставаясь незамеченными жителями. Командование на месте происшествия было чрезвычайно сложным, и хорошие командиры огневых сил высоко ценились солдатами.
Любое заблаговременное предупреждение противника о приближающихся вертолётах и ожидаемые реакции, вызванные неожиданностью и замешательством, были решающими факторами в предстоящем столкновении. Направление и скорость ветра, наличие покрытой деревьями гряды или множество других факторов могут повлиять на жизнь или смерть. Если враг оказывался в ловушке на неблагоприятной местности, например, в простой деревне, окружённой открытой местностью, обычно никто не бежал, пока не наступала ночь.

## Роспуск
После создания и обретения независимости Республикой Зимбабве (апрель 1980 года) 17 октября 1980 года в казармах Крэнборна состоялся последний военный парад Родезийского лёгкого пехотного полка с церемониальным возложением полковых знамён. Последний командир подразделения, Чарли Ауст (Charlie Aust), вспоминал, что был «поражён» большой толпой преданных зрителей, окружавших парадную площадь, включая бывшего министра правительства Питера ван дер Била, который пришел без предупреждения. Вертолёт родезийских ВВС Алуэтт III неожиданно появился над головой во время финальной церемонии, по словам Ауста, «…кружа в трогательном приветствии и прощании». Две недели спустя Родезийский лёгкий пехотный полк был расформирована — 31 октября 1980 года. Ядро офицеров RLI и другого персонала (инструкторов) было вовлечено в подготовку и помощь в формировании 1-го батальона коммандос Национальной армии Зимбабве.

## Наследие
Статуя полка RLI The Trooper (или Troopie) покинула Зимбабве 28 июля 1980 года на самолёте C-130 Hercules южноафриканских ВВС вместе с документами/записями полка, трофеями и другой атрибутикой. По договоренности всё было помещено на хранение в Южноафриканский национальный музей военной истории в Йоханнесбурге, а позже перенесено в Музей Британской империи и Содружества в Бристоле. Статуя The Trooper сейчас стоит на территории Хэтфилд-хауса, загородной резиденции маркиза Солсбери, где она была повторно открыта 28 сентября 2008 года. Копия статуи по-прежнему выставлена в Йоханнесбурге.
Многие ветераны RLI написали мемуары о своей службе после войны в Буше. Мемуары ветеранов Родезии со всей армии выражают различные взгляды на RLI, причем некоторые утверждают, что это было одно из лучших подразделений сил безопасности, в то время как другие выражали, что его члены были некомпетентны и часто злоупотребляли наркотиками.